# Pavel Slezák
Pavel Slezák (født 16. april 1941 i Brno, Tjekkiet, død 3. februar 2023) var en tjekkisk komponist, oboist og lærer.
Slezák studerede Obo på Musikkonservatoriet i Brno (1960), og herefter komposition på Janacek Akademiet i samme by hos Theodor Schaefer og Miroslav Istvan (1964-1969). Han underviste herefter i Obo og komposition på J. P. Vejvanovsky Musikkonservatoriet i Kromeriz (1963-2001), og var oboist i Zlín Symfoniorkester (1960-1963). Slezák skrev 8 symfonier, orkesterværker, kammermusik, koncertmusik, sonater, strygerkvartetter, serenader, suiter etc.

## Udvalgte værker
- Symfoni nr. 1 "Højlandsk" (1969-1989) - for orkester
- Symfoni nr. 2 "August dage" (1969) - for orkester
- Symfoni nr. 3 "Kærlighed" (1971) - for tenor, kor og stort orkester
- Symfoni nr. 4 "Mähren" (2003) - for orkester
- Symfoni nr. 5 "Böhmen" (?) - for orkester
- Symfoni nr. 7 "Forhandleren "Quatrotonia" (?) - for orkester
- Symfoni nr. 8 "Boston" (2013) (Til minde om bombeangrebet på Boston maratonløbet) - for orkester
- Rapsodi (1972) - for strygerorkester